# 片山村 (愛知県)
片山村（かたやまむら）は、愛知県東春日井郡にかつてあった村である。
現在の春日井市北西部（牛山町、大手町、大手田酉町など）に該当する。

## 歴史
- 1889年（明治22年）10月1日 - 牛山村、大手村、大手酉新田、田楽新田が合併し、片山村が発足。
- 1906年（明治39年）7月16日 - 田楽村と合併し、鷹来村発足。同日片山村廃止。

## 教育
- 片山尋常小学校（現・春日井市立牛山小学校）